# The Sinner
The Sinner es una serie de televisión estadounidense de misterio basada en la novela homónima de Petra Hammesfahr. El estreno de la primera temporada fue el 2 de agosto de 2017 y concluyó el 20 de septiembre del mismo año.
En marzo de 2018, USA Network renovó la serie para una segunda temporada, la cual constó de 8 episodios y se centró en el detective interpretado por Bill Pullman.
En marzo de 2019, la serie se renovó para una tercera temporada, que se estrenó el 6 de febrero de 2020.
En octubre de 2021 se lanzó la cuarta temporada de la serie.

## Sinopsis
En su primera temporada, la serie sigue los eventos ocurridos después de que una joven madre asesinase a un hombre en público y a plena luz del día, sin tener un motivo aparente. El detective Harry Ambrose es el encargado de investigar a fondo para tratar de revelar este misterioso asesinato. 
En la segunda temporada, Ambrose regresa a su ciudad natal, después de que un niño de 13 años confesara haber envenenado a sus padres, enterándose de los secretos que los habitantes de la ciudad están decididos a mantener enterrados.
En la tercera temporada, lo que parecía una investigación rutinaria sobre un trágico accidente de coche en las afueras de Dorchester, situado en el estado de Nueva York, no tardará en dar un giro radical para convertirse en uno de los casos más peligrosos y perturbadores de la carrera de Ambrose.
En la cuarta y última temporada, un Ambrose ya retirado viaja a Maine para disfrutar del verano, pero el suicidio de una joven (de la que él es testigo) genera que investigue y saque a la luz una trágica historia que involucra a una de las familias más prominentes del estado.

## Elenco y personajes

### Principal
- Bill Pullman como Harry Ambrose;[2]

Temporada 1
- Jessica Biel como Cora Tannetti;[3]
- Christopher Abbott como Mason Tannetti;[4]
- Dohn Norwood como Dan Leroy;[4]
- Abby Miller como Caitlin Sullivan;[4]
- Joanna Adler como Anne Farmer;

Temporada 2
- Carrie Coon como Vera Walker;[5]
- Natalie Paul como Heather Novack;[5]
- Hannah Gross como Marin Calhoun;[5]
- Elisha Henig como Julian Walker;
- Tracy Letts como Jack Novack;

Temporada 3
- Matt Bomer como Jamie Burns;[6]
- Chris Messina como Nick Haas;[7]
- Jessica Hecht como Sonya Barzel;[6]
- Parisa Fitz-Henley como Leela Burns;[6]
- Eddie Martinez como Vic Soto;[6]

Temporada 4
- Alice Kremelberg como Percy Muldoon[8]
- Michael Mosley como Colin Muldoon[9]
- Frances Fisher como Meg Muldoon[10][11]
- Cindy Cheung como Stephanie Lam[10]
- Ronin Wong como Mike Lam[10]
- Neal Huff como Sean Muldoon[10]

### Recurrentes
Temporada 1
- Danielle Burgess como Maddie;
- Patti D'Arbanville como Lorna Tannetti;
- Kathryn Erbe como Fay Ambrose;
- Enid Graham como Elizabeth Lacey;
- Jacob Pitts como J.D.;
- Nadia Alexander como Phoebe;
- Augie Murphy como Cora (13 años);
- Jordana Rose como Cora (3 años);
- Eric Todd como Frankie Belmont;

Temporada 2
- Ellen Adair como Bess McTeer;
- Adam David Thompson como Adam Lowry;
- David Call como Andy "Brick" Brickowski;
- Jay O. Sanders como Tom Lidell;
- Allison Case como Rosemary Ambrose;

Temporada 3
- Layla Felder como Emma Hughes;
- Leslie Fray como Melanie Ambrose;
- Luke David Blumm como Eli;

Temporada 4
- David Huynh como CJ Lam[10]
- Joe Cobden como Lou Raskin, jefe de policía de Hanover Island[12]
- Kim Roberts como Greta

## Episodios
| Temporada | Temporada | Episodios | Episodios | Emisión original      | Emisión original         |
| Temporada | Temporada | Episodios | Episodios | Primera emisión       | Última emisión           |
| --------- | --------- | --------- | --------- | --------------------- | ------------------------ |
|           | 1         | 8         | 8         | 2 de agosto de 2017   | 20 de septiembre de 2017 |
|           | 2         | 8         | 8         | 1 de agosto de 2018   | 19 de septiembre de 2018 |
|           | 3         | 8         | 8         | 6 de febrero de 2020  | 16 de marzo de 2020      |
|           | 4         | 8         | 8         | 13 de octubre de 2021 | 1 de diciembre de 2021   |

### Temporada 1: Cora (2017)
| N.º en serie | N.º en temp. | Título       | Dirigido por   | Escrito por               | Fecha de emisión original | Audiencia (millones) |
| ------------ | ------------ | ------------ | -------------- | ------------------------- | ------------------------- | -------------------- |
| 1            | 1            | «Parte I»    | Antonio Campos | Derek Simonds             | 2 de agosto de 2017       | 1.63                 |
| 2            | 2            | «Parte II»   | Antonio Campos | Derek Simonds             | 9 de agosto de 2017       | 1.41                 |
| 3            | 3            | «Parte III»  | Antonio Campos | Derek Simonds             | 16 de agosto de 2017      | 1.64                 |
| 4            | 4            | «Parte IV»   | Brad Anderson  | Liz W. Garcia             | 23 de agosto de 2017      | 1.76                 |
| 5            | 5            | «Parte V»    | Cherien Dabis  | Jesse McKeown             | 30 de agosto de 2017      | 1.84                 |
| 6            | 6            | «Parte VI»   | Jody Lee Lipes | Tom Pabst                 | 6 de septiembre de 2017   | 1.84                 |
| 7            | 7            | «Parte VII»  | Tucker Gates   | Liz W. Garcia             | 13 de septiembre de 2017  | 1.84                 |
| 8            | 8            | «Parte VIII» | Tucker Gates   | Jesse McKeown & Tom Pabst | 20 de septiembre de 2017  | 2.44                 |

### Temporada 2: Julian (2018)
| N.º en serie | N.º en temp. | Título       | Dirigido por     | Escrito por      | Fecha de emisión original | Audiencia (millones) |
| ------------ | ------------ | ------------ | ---------------- | ---------------- | ------------------------- | -------------------- |
| 9            | 1            | «Parte I»    | Antonio Campos   | Derek Simonds    | 1 de agosto de 2018       | 1.15                 |
| 10           | 2            | «Parte II»   | Antonio Campos   | Ellen Fairey     | 8 de agosto de 2018       | 1.10                 |
| 11           | 3            | «Parte III»  | John David Coles | Bradford Winters | 15 de agosto de 2018      | 1.01                 |
| 12           | 4            | «Parte IV»   | Jody Lee Lipes   | Jesse McKeown    | 22 de agosto de 2018      | 1.09                 |
| 13           | 5            | «Parte V»    | Cherien Dabis    | Samir Mehta      | 29 de agosto de 2018      | 1.14                 |
| 14           | 6            | «Parte VI»   | Brad Anderson    | Nina Braddock    | 5 de septiembre de 2018   | 1.13                 |
| 15           | 7            | «Parte VII»  | Tucker Gates     | Jesse McKeown    | 12 de septiembre de 2018  | 1.04                 |
| 16           | 8            | «Parte VIII» | John David Coles | Bradford Winters | 19 de septiembre de 2018  | 1.13                 |

### Temporada 3: Jamie (2020)
| N.º en serie | N.º en temp. | Título       | Dirigido por    | Escrito por                     | Fecha de emisión original | Audiencia (millones) |
| ------------ | ------------ | ------------ | --------------- | ------------------------------- | ------------------------- | -------------------- |
| 17           | 1            | «Parte I»    | Adam Bernstein  | Derek Simonds                   | 6 de febrero de 2020      | 0.88                 |
| 18           | 2            | «Parte II»   | Adam Bernstein  | Nina Braddock                   | 13 de febrero de 2020     | 0.70                 |
| 19           | 3            | «Parte III»  | Andrew McCarthy | Hannah Shakespeare              | 20 de febrero de 2020     | 0.58                 |
| 20           | 4            | «Parte IV»   | Andrew McCarthy | Jonathan Caren                  | 27 de febrero de 2020     | 0.55                 |
| 21           | 5            | «Parte V»    | Colin Bucksey   | Ahmadu Garba                    | 5 de marzo de 2020        | 0.66                 |
| 22           | 6            | «Parte VI»   | Radium Cheung   | Julie Siege                     | 12 de marzo de 2020       | 0.55                 |
| 23           | 7            | «Parte VII»  | Rachel Goldberg | Willie Reale                    | 19 de marzo de 2020       | 0.63                 |
| 24           | 8            | «Parte VIII» | Derek Simonds   | Derek Simonds & Piero S. Iberti | 26 de marzo de 2020       | 0.65                 |

### Temporada 4: Percy (2021)
| N.º en serie | N.º en temp. | Título       | Dirigido por      | Escrito por               | Fecha de emisión original | Audiencia (millones) |
| ------------ | ------------ | ------------ | ----------------- | ------------------------- | ------------------------- | -------------------- |
| 25           | 1            | «Parte I»    | Derek Simonds     | Derek Simonds & Mia Chung | 13 de octubre de 2021     | 0.38                 |
| 26           | 2            | «Parte II»   | Adam Bernstein    | Jonathan Caren            | 20 de octubre de 2021     | 0.43                 |
| 27           | 3            | «Parte III»  | Adam Bernstein    | Jenny Zhang               | 27 de octubre de 2021     | 0.37                 |
| 28           | 4            | «Parte IV»   | Radium Cheung     | Piero S. Iberti           | 3 de noviembre de 2021    | 0.41                 |
| 29           | 5            | «Parte V»    | Haifaa Al-Mansour | Kate Roche                | 10 de noviembre de 2021   | 0.48                 |
| 30           | 6            | «Parte VI»   | Batán Silva       | Gerald Suesta             | 17 de noviembre de 2021   | 0.46                 |
| 31           | 7            | «Parte VII»  | Batán Silva       | Mia Chung                 | 24 de noviembre de 2021   | 0.53                 |
| 32           | 8            | «Parte VIII» | Monica Raymund    | Nina Braddock             | 1 de diciembre de 2021    | 0.45                 |

## Recepción
La primera temporada de The Sinner ha recibido críticas favorables por parte de la prensa especializada. En el sitio web Rotten Tomatoes, la serie obtuvo un 90% de índice de aprobación por parte de la audiencia basado en 41 críticas profesionales. El consenso del sitio afirma: "Impredecible y liderada por poderosas actuaciones de un talentoso reparto, la oscura The Sinner es completamente atrapante". Metacritic le dio una puntuación de 71 sobre 100, basado en 23 críticas.
La segunda temporada arrancó con un 97% de aprobación en Rotten Tomatoes, con una nota de 7.54/10 basado en 33 críticas profesionales, y como crítica consensuada; "En su segunda temporada, The Sinner se establece como una apasionante serie de suspense con poder de permanencia." Metacritic le dio una puntuación de 75 sobre 100 basada en 16 críticas para esta segunda temporada, indicando críticas favorables.
La tercera temporada en Rotten Tomatoes, consiguió una aprobación del 85% con una puntuación de 7.28/10 basado en 13 críticas. Metacritic le asignó una puntuación de 81 sobre 100 basada en 5 críticas sobre este tercera temporada, indicando "aclamación universal".

## Premios y nominaciones
| Año  | Ceremonia                         | Categoría                                                                   | Nominado(s)  | Resultado | Ref.          |
| ---- | --------------------------------- | --------------------------------------------------------------------------- | ------------ | --------- | ------------- |
| 2018 | Critics' Choice Television Awards | Best Actor in a Movie/Miniseries                                            | Bill Pullman | Nominado  | [ 53 ]        |
| 2018 | Critics' Choice Television Awards | Best Actress in a Movie/Miniseries                                          | Jessica Biel | Nominada  | [ 53 ]        |
| 2018 | Golden Globe Awards               | Best Actress – Miniseries or Television Film                                | Jessica Biel | Nominada  | [ 54 ]        |
| 2018 | Golden Globe Awards               | Best Miniseries or Television Film                                          | The Sinner   | Nominada  | [ 54 ]        |
| 2018 | People's Choice Awards            | The Bingeworthy Show of 2018                                                | The Sinner   | Nominada  | [ 55 ] [ 56 ] |
| 2018 | Primetime Emmy Award              | Outstanding Lead Actress in a Limited Series or Movie                       | Jessica Biel | Nominada  | [ 57 ]        |
| 2018 | Saturn Awards                     | Best Television Presentation                                                | The Sinner   | Nominada  | [ 58 ]        |
| 2019 | Screen Actors Guild Awards        | Outstanding Performance by a Male Actor in a Miniseries or Television Movie | Bill Pullman | Nominado  | [ 59 ]        |
| 2019 | Saturn Awards                     | Best Action-Thriller Television Series                                      | The Sinner   | Nominada  | [ 60 ]        |
| 2019 | Saturn Awards                     | Best Actor on Television                                                    | Bill Pullman | Nominado  | [ 60 ]        |